# Schleswig-Holsteinische Volkszeitung
Die Schleswig-Holsteinische Volks-Zeitung (Originaltitel und -schreibweise: Schleswig-Holsteinische Volks-Zeitung – Organ für das arbeitende Volk) war eine sozialdemokratisch orientierte Tageszeitung der Landeshauptstadt Kiel in Schleswig-Holstein von 1877 bis 1968.

## Geschichte
Die Volks-Zeitung wurde 1877 in Kiel gegründet, aufgrund der Sozialistengesetze im Jahr darauf verboten. Sie erschien ab 1893 wieder. 1920 hatte sie eine Auflage von etwa 24.000 Exemplaren und bezeichnete sich als "führendes politisches Blatt der Provinz Schleswig-Holstein".
1932 führte die Schleswig-Holsteinische Volkszeitung einen Prozess gegen Adolf Hitler und die NSDAP, den sie verlor. Die Zeitung hatte in einem Artikel vom 18. März 1932 dem späteren Reichskanzler vorgeworfen, er bereite einen Bürgerkrieg vor. Der bekannte Kieler jüdische Rechtsanwalt und SPD-Stadtrat Wilhelm Spiegel vertrat die Zeitung und wurde am 12. März 1933  ermordet. Er erreichte während des Prozesses, den Adolf Hitler persönlich angestrengt hatte, eine Vorladung des SA-Politikers Ernst Röhm. Am 15. Februar 1933 verbot der Oberpräsident der Provinz Schleswig-Holstein das Erscheinen der Zeitung bis zum 1. März 1933. Der Beschwerde der Zeitung gab das Reichsgericht Leipzig statt. Nach der einmaligen Montagsausgabe am 27. Februar 1933 wurde die Zeitung unbefristet verboten.

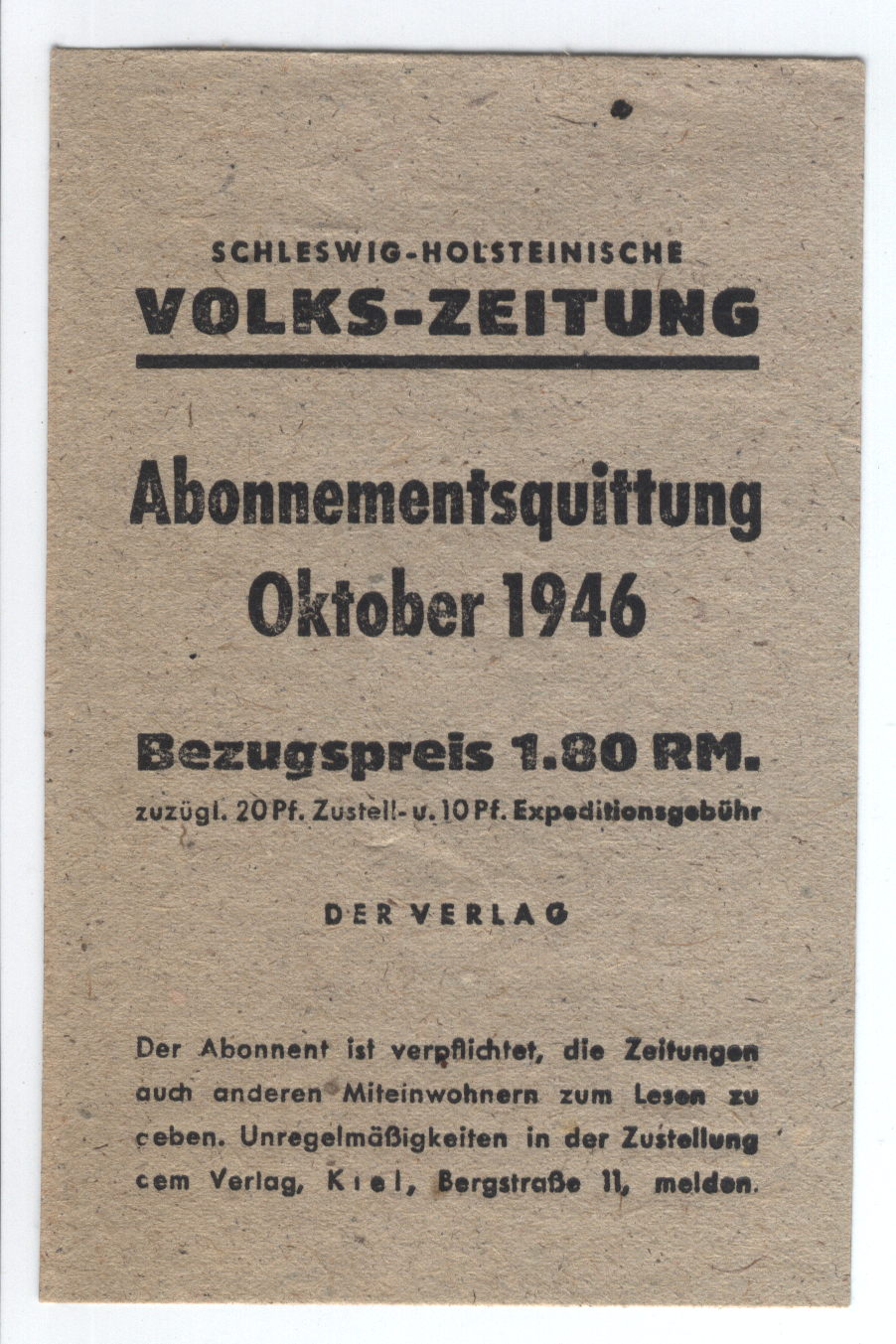
Abonnementsquittung von Oktober 1946: Der Abonnent ist verpflichtet, die Zeitungen auch anderen Miteinwohnern zum Lesen zu geben.

Nach Kriegsende 1945 bekam sie als parteigebundenes Blatt früher als andere regionale Zeitungen eine Lizenz der britischen Besatzungsmacht. Persönlicher Lizenzträger war der Sozialdemokrat und künftige Verlagsleiter Karl Ratz. Fortan führte die Zeitung, die am 3. April 1946 zum ersten Mal wieder erschien, im Titel die Zeile: „Veröffentlicht unter Zulassungsnummer 24 der Militär-Regierung“. Die Chefredaktion übernahm zunächst der Hamburger Verleger Ernst Tessloff. Von 1946 bis 1954 war Karl Rickers als Lokalredakteur, danach bis zur Einstellung der VZ als deren Chefredakteur tätig.
Die Schleswig-Holsteinische Volkszeitung wurde in erster Linie von sozialdemokratischen Haushalten gelesen und von ihren Lesern kurz VZ (vauzett) genannt. Die Zeitung wurde am 31. Dezember 1968 aus wirtschaftlichen Gründen eingestellt.
Seit 1968 ist der Zeitungstitel Kieler Nachrichten die alleinige in Kiel produzierte Tageszeitung.

## Bekannte Mitarbeiter
- Eduard Adler war von 1900 bis 1918 Redakteur und Chefredakteur.
- Jörg Beckmann
- Wilhelm Brecour war von 1893 bis 1931 Mitarbeiter der Zeitung, meist als Redakteur.
- Hans Flatterich, Journalist in Husum und seit 1922 in der Lokalredaktion in Schleswig.
- Andreas Gayk war ab 1926 als Redakteur tätig.
- Hans Ralfs war von März 1919 bis Dezember 1921 freier Feuilleton-Mitarbeiter.
- Karl Rickers war ab 1926 Mitarbeiter und seit 1954 Chefredakteur.
- Jochen Steffen

## Archiv
Die Schleswig-Holsteinische Landesbibliothek in Kiel hat die Jahrgänge von 1903 bis 1968 archiviert.

## Nachfolge-Versuche
Ein wenig erfolgreiches Nachfolgeblatt unter dem Titel "Nordwoche" existierte von 1969 bis 1971. Hier war Bernd Plagemann (1939–2003) als Theater- und Filmkritiker tätig gewesen. Von 1980 bis 1988 band einen Teil der Leserschaft die Kieler Rundschau an sich.